# 東華觀藏經樓
東華觀，位於今重慶市渝中區南纪门街道凯旋路64号。始建於元代，重建於明代。據民國二十八年(1939年)《巴縣誌》記載：「東華觀，在東華巷，元至元年間(1335—1340年)建，明天順七年(1463年)、正德十一年(1516年)俱重修。有唐宋御制碑贊，按《蜀中名勝記》引舊《志》雲：城中有東華觀。觀後有東華十八洞，皆相通。今士人呼其為神仙口，相傳東華真君於此得道。觀之後殿，民國毀於火」。後殿遺址已改建為凱旋路的公路，前殿即為現存之藏經樓(一說為玉皇殿或黃經樓)。
1983年12月1日列為重慶市第一批市級文物保護單位。2000年9月7日列為第一批重慶市文物保護單位。

## 建築佈局
清末以來此廟產地基共300餘方丈，公共慈善機構、團防、小學及山貨幫同業工會均使用租佃過。東華觀是歷史上佔地面積上千平方米的一組宏大的古建築群。
- 1926年10月，因東華觀內佃戶德盛衣庄不慎失火，燒毀後殿及兩廊房達200餘方丈面積，火後還存藏經、邱祖、靈官三殿。當時東華觀的佔地面積千餘平方米，而過火面積竟達600餘平方米[3]。
- 1939年，日機又炸毀了邱祖殿，此時，觀內僅存藏經、靈官殿了。
- 1942年市長吳國楨主持修築凱旋路時，東華觀被公路所貫穿，公路上是藏經樓，公路下是靈官殿，而靈官殿已被警察所佔用，觀內實際使用藏經樓一殿。
- 1948年7月10日，住持吳理端在《重慶寺廟登記表》中談到當時觀內共有：「土地貳畝陸分陸厘玖毫，不動產總市值1．5萬元」。另據同時的《法器登記表》載，當時存偶像11尊(一般為圓雕像)、畫像2尊、禮器1堂、法器1堂(法器：大鐵鐘1口、鐵磬5個、木魚2個、經典30冊，價2000元)。
- 1949年後，藏經樓的使用權一直在道教，但作為宗教活動場地的時間不長，多用作生產車間。

民國十五年被大火燒後，餘下的廟宇和住房僅有原面積的三分之一。原下殿廟大門口兩邊石柱刻對聯為：「看塗山雲影飛來無限天光供一府，問字水梅花開放幾分春色到三巴」。(三巴重鎮摩崖石刻至今在較場口紅岩幼兒園後面的岩壁上，字徑均約一米左右，完好可識，但刻年無考)規模宏大，巍峨壯觀。

## 藏經樓[5]
坐北向南偏西40度，面闊5間14.86米，進深4間9.3米，檐柱高7.15米，建築通高9.2米。重檐歇山式屋頂，抬梁式結構，蓋黃色琉璃瓦，安綠色琉璃正脊和垂脊。下層檐施斗栱22攢，斗栱為出兩跳五踩計心造。上層檐施斗栱18攢。斗栱為出三跳七踩計心造。斗棋足材為0.07×0.21米，斗栱通高0.56米，殿的後部建柱，石坎的平面延長線與前檐柱離地高3.8米的部位平，就在這道延長線上鋪樓板。樓上原供有泥塑金身玉皇像，樓下有明代銅鑄像，均已毀於文化大革命中。樓下現已廢為地下室，不能進入，其基座、踏道等均因建設而湮沒。
東華觀藏經樓為古建築經典之作，其樑柱、斗棋作工考究，脊飾、門窗、瓦當等雕造精美，形象逼真，耐人尋味，距今已有500餘年歷史，是重慶城內現存歷史最悠久的古建築，是研究中国古代建築藝術的重要實物資料。
現東華觀產權歸道教，使用單位為印製十一廠。根據政策規定現已停止用於廠房庫房使用。而緊靠東華觀的印製十一廠公房開闢為火鍋店。在1994年城鄉建委開發此片區時，將東華觀納入整體規劃，安置於凱旋大廈，後因道教與印製十一廠房屋面積的爭議，至今未能遷出。